# Platbektang

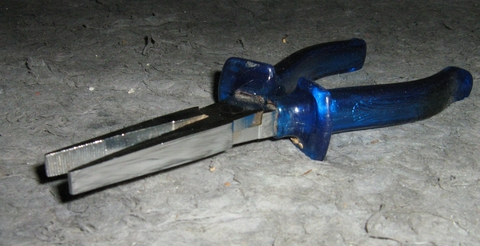
Platbektang

Een platbektang is een tang die bestaat uit een lange smalle bek die via een scharnier verbonden is met de benen. Omdat de tang vaak gebruikt wordt door elektriciens, zijn de benen meestal voorzien van elektrisch isolerende handvatten.
Aan de binnenkant van het uiteinde van de twee helften van de bek is de tang voorzien van fijne ribbels. Dit maakt het mogelijk om kleine voorwerpen vast te grijpen. Door de lange smalle bek is deze tang geschikt voor fijn aansluitwerk op moeilijk bereikbare plaatsen. Vaak is een platbektang net boven het scharnierpunt ook voorzien van snijvlakken om koperdraden mee te knippen.